# Jagielnica
Jagielnica (Duits: Alt Jägel) is een plaats in het Poolse district  Strzeliński, woiwodschap Neder-Silezië. De plaats maakt deel uit van de gemeente Przeworno en telt 110 inwoners.